# 俯首山
55°43′54″N 37°30′24″E / 55.73167°N 37.50667°E
俯首山 (俄语：Покло́нная гора́，比喻意为「尊敬地屈服山」) ，是俄羅斯莫斯科最高点之一，高171.5米。它的两个顶峰曾被谢通河分隔开，后来一个顶峰在1987年被夷为平地。1936年开始，该地区是莫斯科的一部分。现在建有胜利公园，里面展览着许多第二次世界大战中使用过的坦克和其他交通工具。
在历史上，这座山具有很大的战略意义，因为它具有俄罗斯首都的最佳视野。它的名字来源于俄语，意为“俯首”（鞠躬），因为每个从西方来到首都的人都需要在这里致敬。1812年，在这里，拿破仑徒然地希望俄罗斯人能带给他克里姆林宫的钥匙。

## 胜利公园
20世纪60年代，苏维埃当局决定将该地区作为专门用于纪念俄罗斯战胜拿破仑的生态博物馆。新凯旋门于1814年用木材建成，后于1827年由约瑟夫·博维设计、大理石建成，也曾于1968年在这里进行了搬迁和重建。库图佐夫主持菲力会议，决定放弃与莫斯科对敌时的一个木屋，被指定为国家纪念碑。1962年，弗朗茨·罗本德（1910-12）绘制的大型全景图"伯罗的诺战争"安放在了这里。1973年建立了库图佐夫纪念碑。
胜利公园和胜利广场是户外博物馆的重要组成部分。1987年，这座山被夷为平地。二十世纪九十年代时，建立了一个方尖碑，上有尼刻的雕像和圣乔治戮龙。这两者均由祖拉·采列捷利设计。方尖碑的高度是141.8（465英尺），每10（3.9英寸）代表着战争的一天。一座金圆顶的东正教教堂在1993-95年在山顶建立起来，随后还有纪念清真寺和大屠杀纪念犹太教堂。
1995年5月9日，第一次后苏维埃胜利游行在这里举行，俄罗斯联邦总统鲍里斯·叶利钦与国防和陆军部长帕维尔·格拉乔夫出席了游行。指挥游行的是莫斯科军区的司令官列昂尼德·库兹涅佐夫总司令。这次游行也是新的后苏维埃时代军装的第一次主要展示。
2005年第60次胜利日时，俄罗斯总统弗拉基米尔·普京建立了15个昂贵的青铜柱，象征着第二次世界大战中的主阵地和苏联红军的海军。

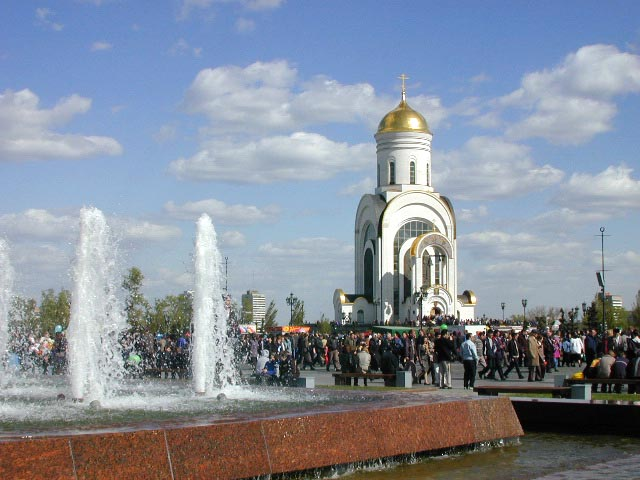
圣乔治教堂
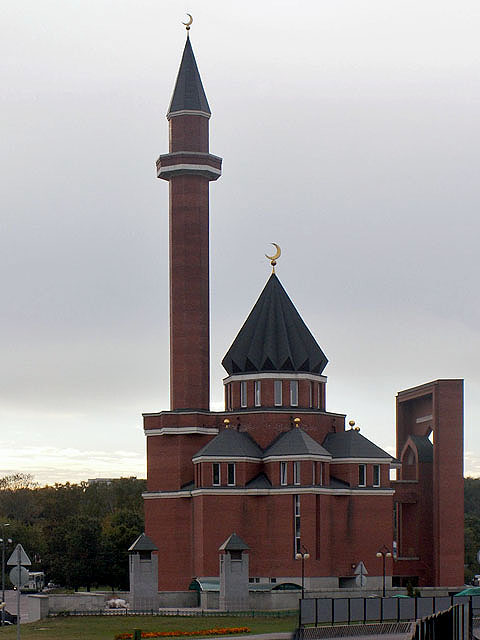
纪念清真寺
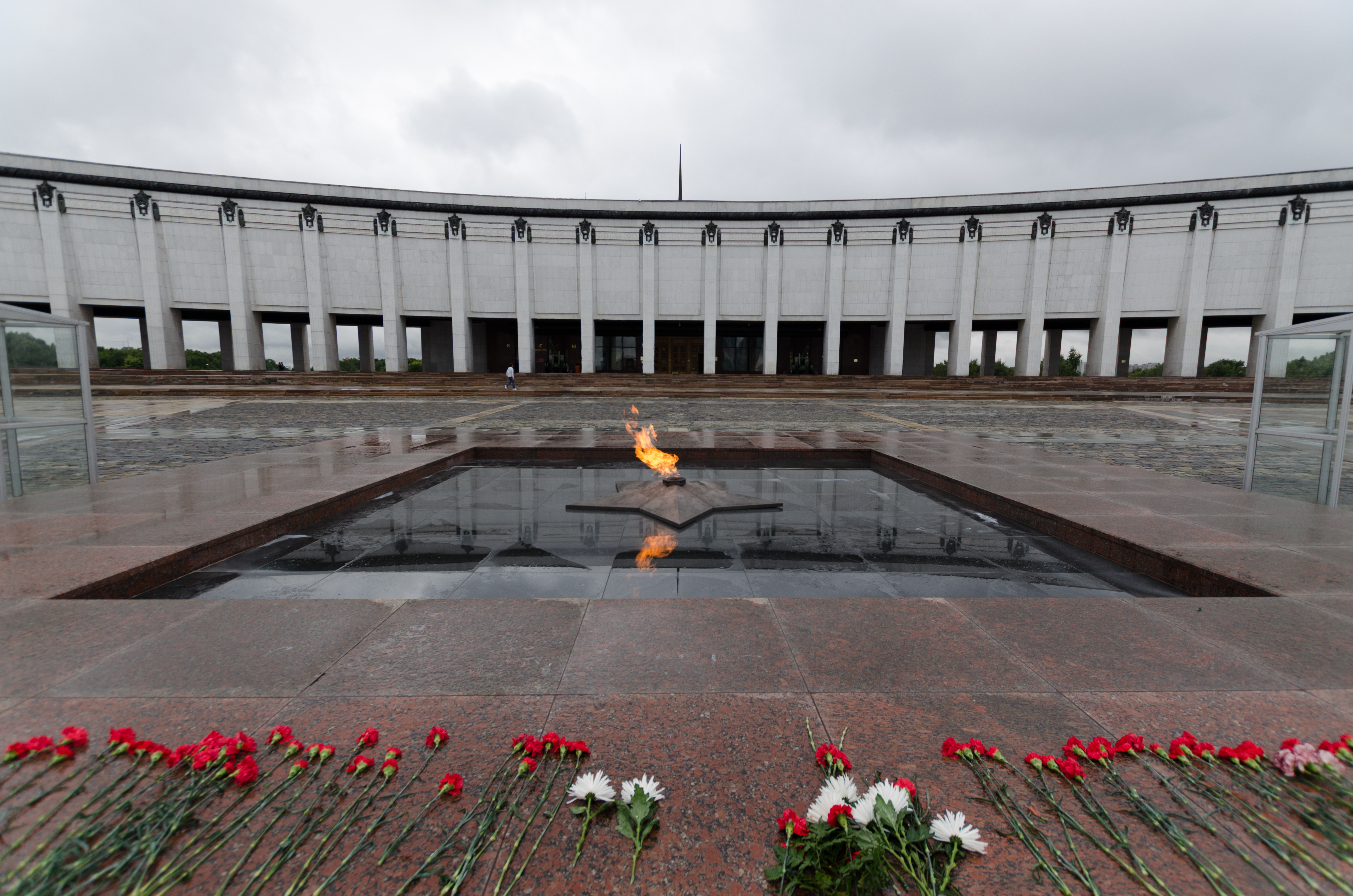
永恒之火
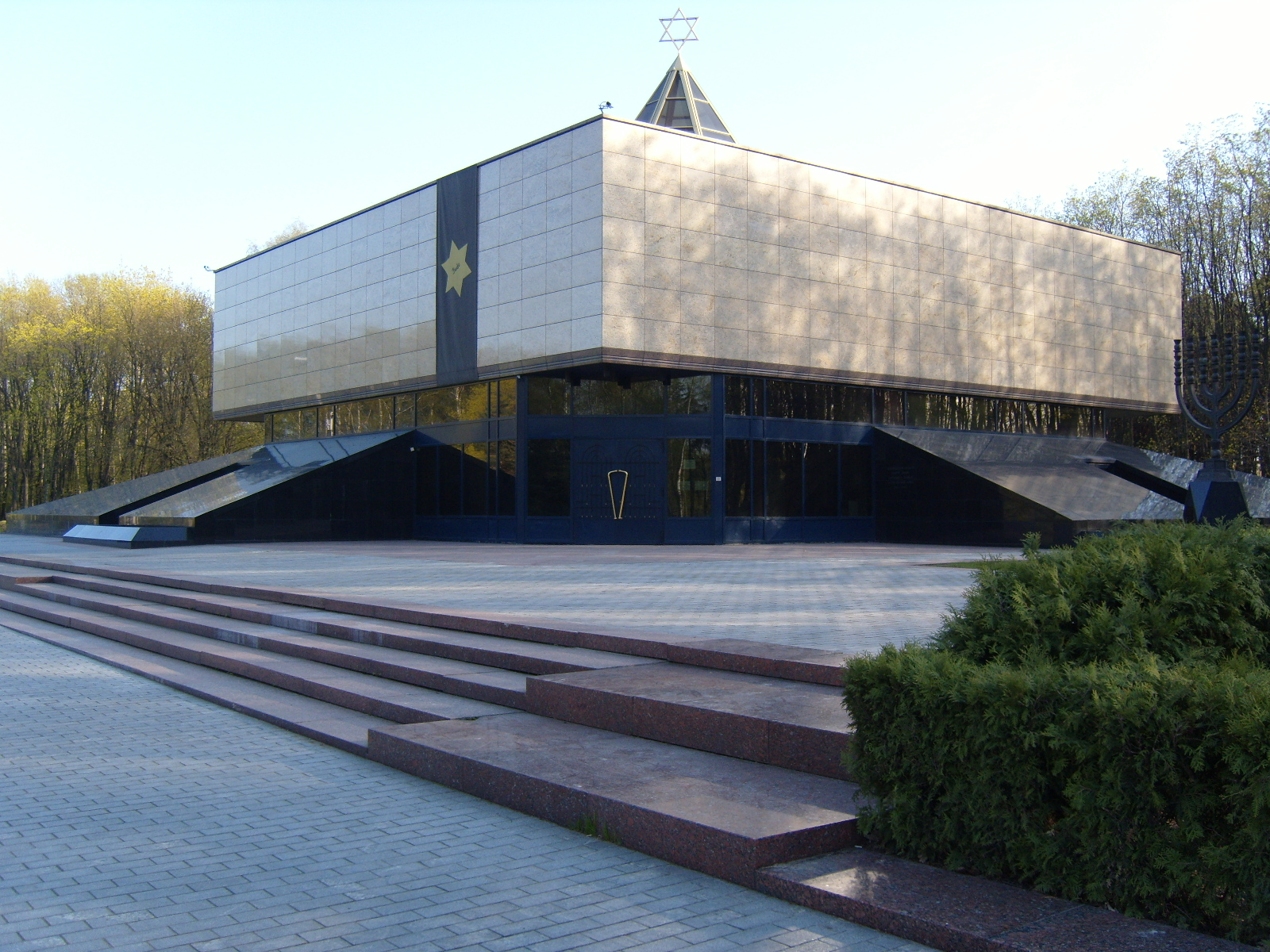
纪念犹太教堂
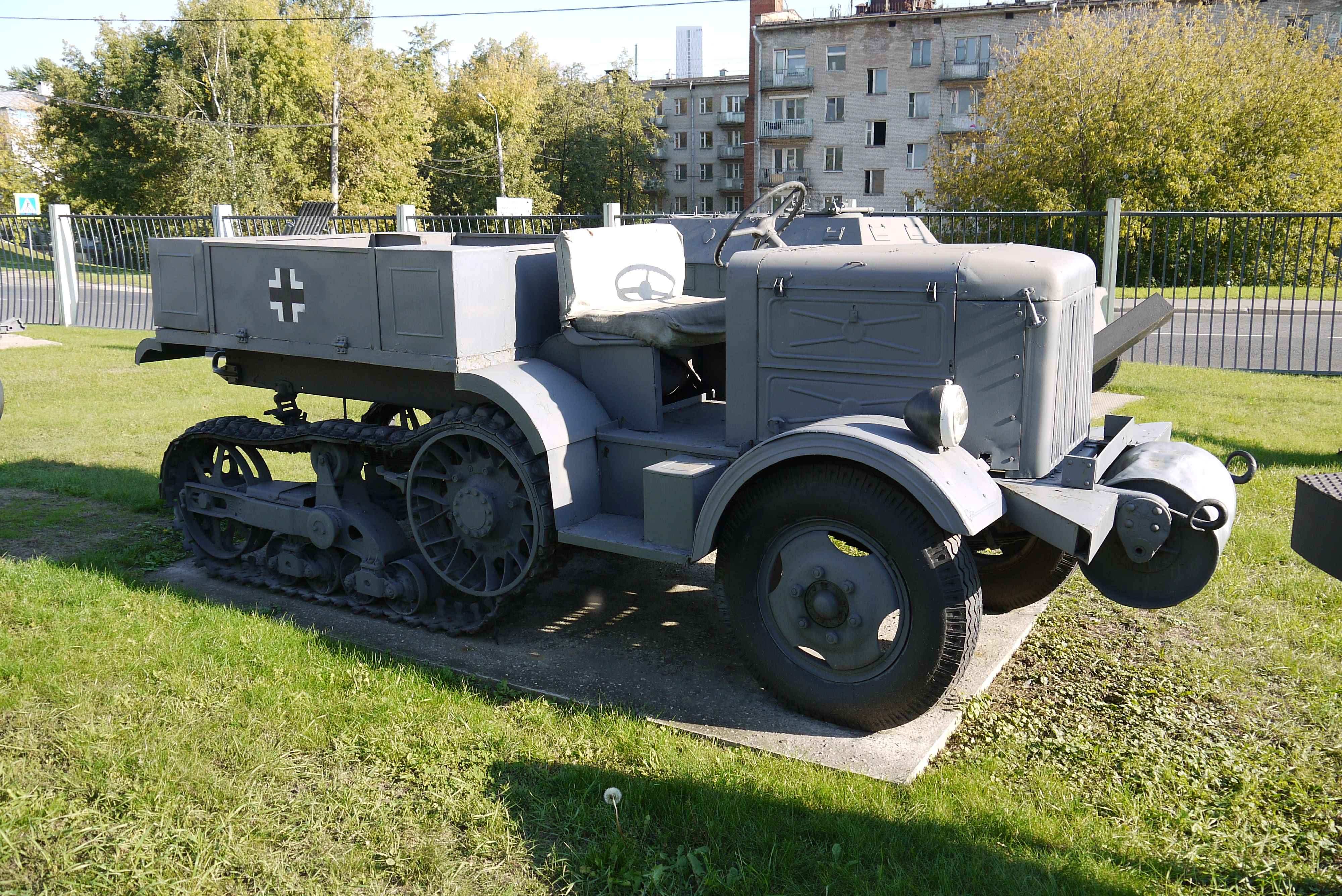
一个被德国国防军俘获并使用的尤尼克-Kegresse P107半履带车，展览于莫斯科苏联卫国战争博物馆，该博物馆位于俯首山胜利公园
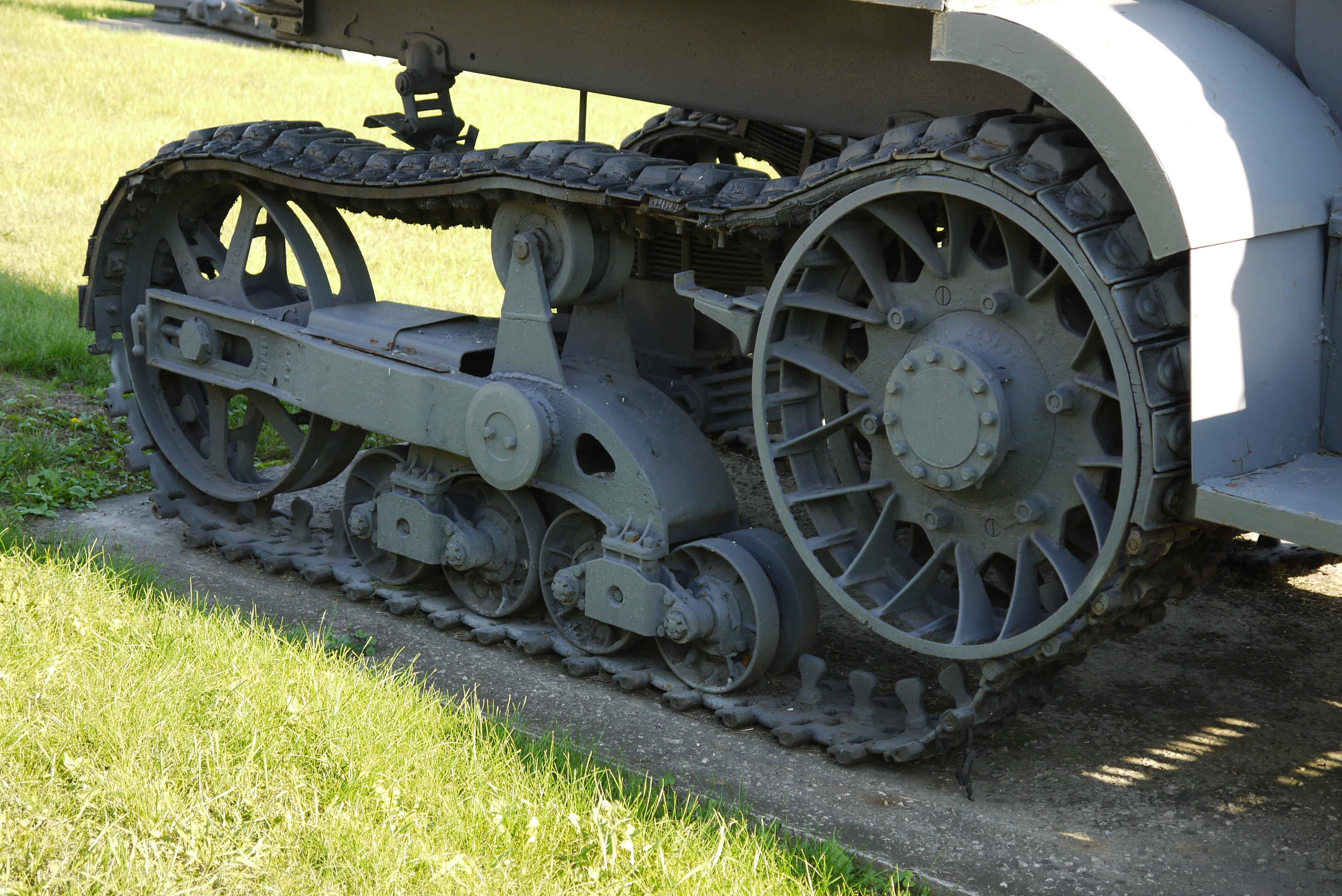
一个被德国国防军俘获并使用的尤尼克-Kegresse P107半履带车的履带，展览于莫斯科苏联卫国战争博物馆，该博物馆位于俯首山胜利公园
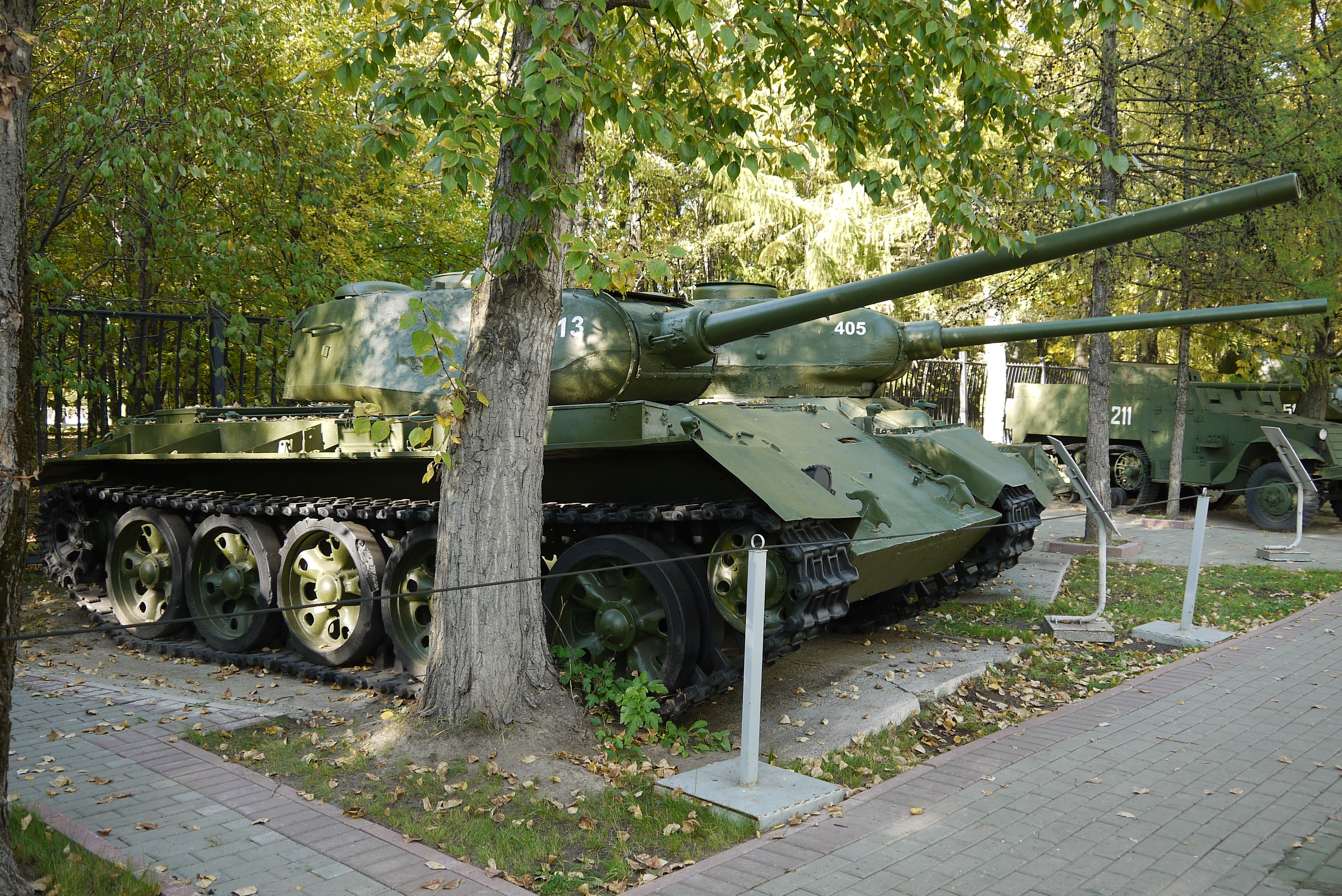
T-44坦克，展览于莫斯科苏联卫国战争博物馆,该博物馆位于俯首山胜利公园
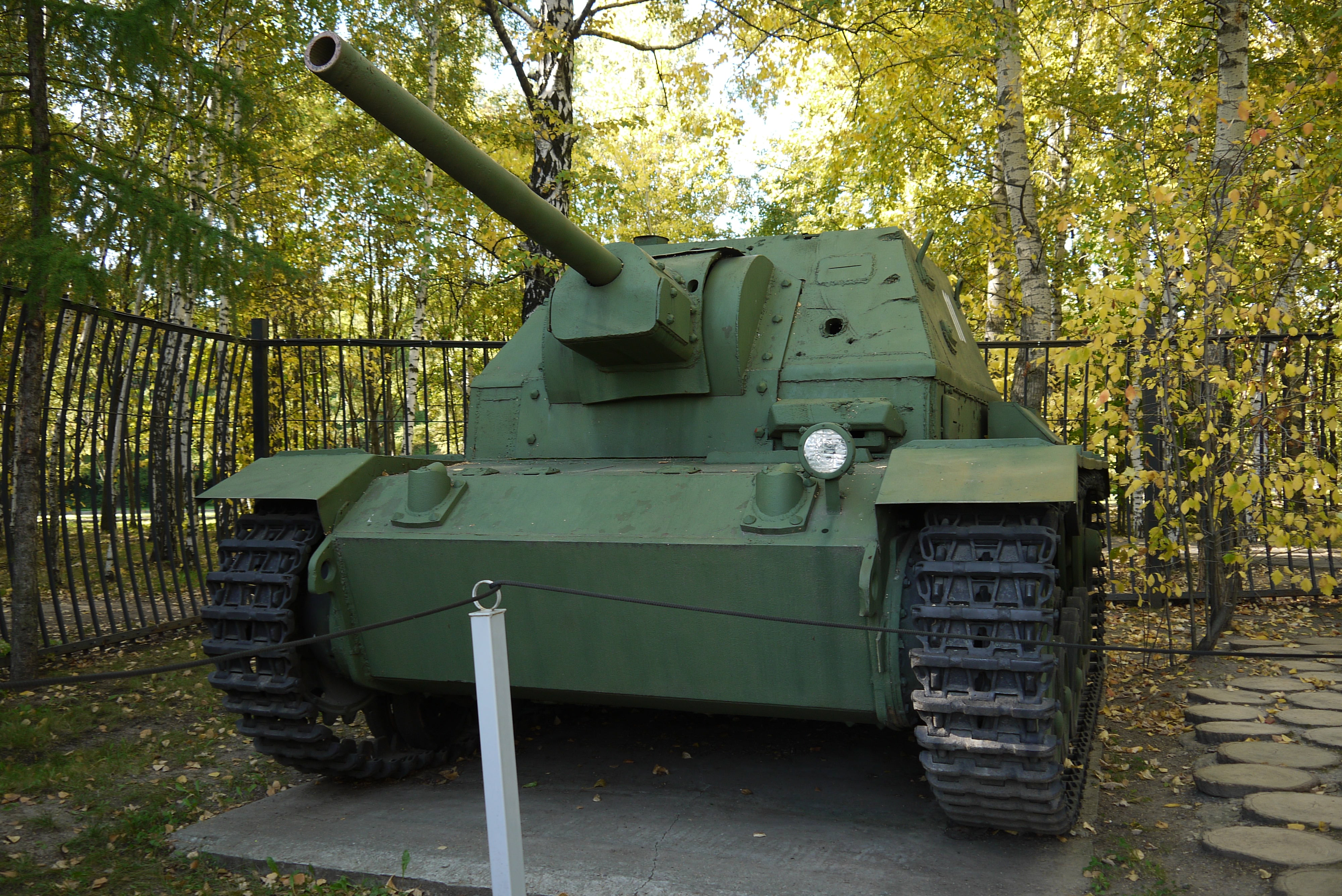
Su-76i，展览于莫斯科苏联卫国战争博物馆,该博物馆位于俯首山胜利公园
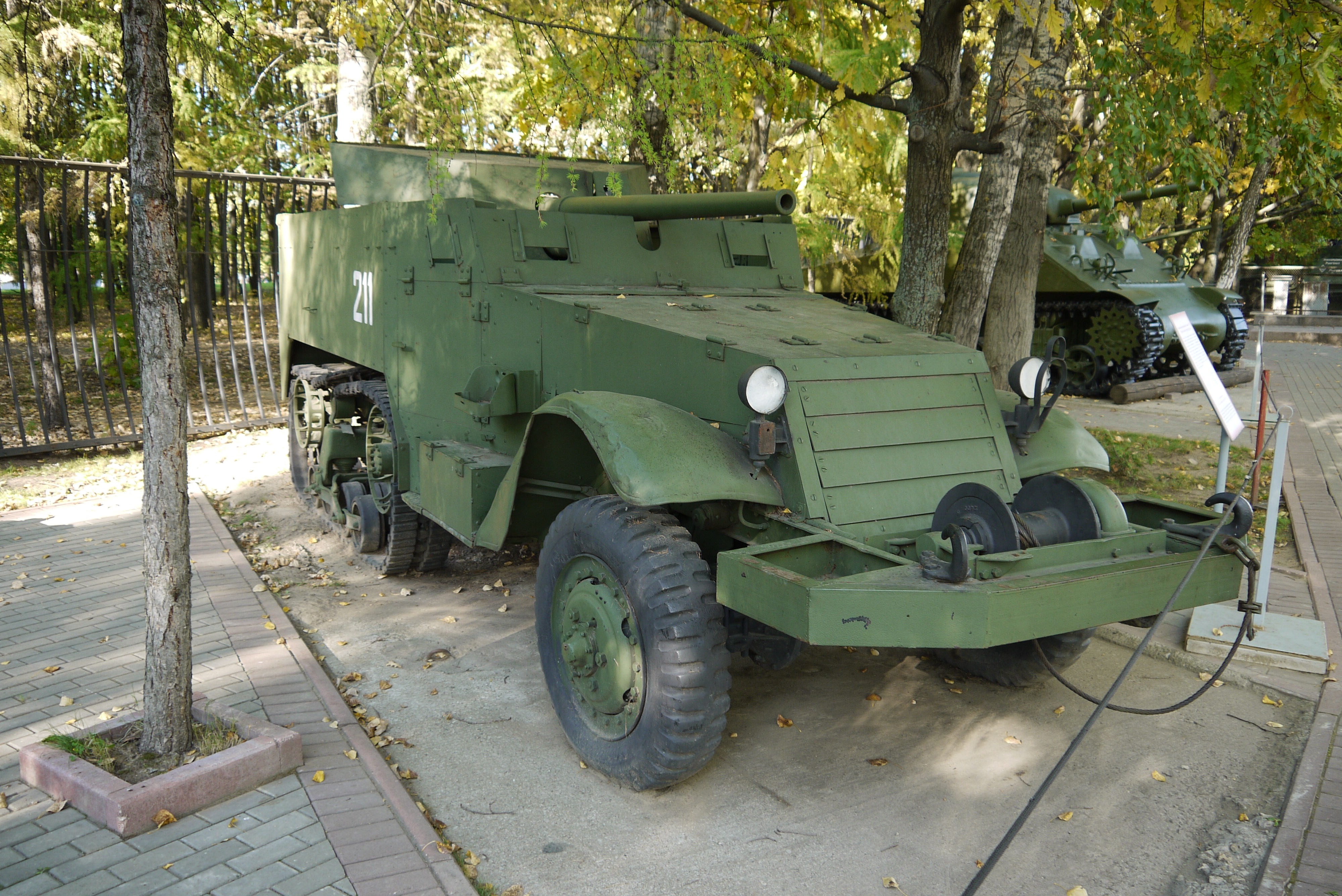
以M3半履带车为基础的T48 57 mm GMC / SU-57，展览于莫斯科苏联卫国战争博物馆,该博物馆位于俯首山胜利公园

## 战争博物馆
自20世纪80年代以来，这座山还建立有纪念苏联卫国战争中苏维埃胜利的博物馆。博物馆主楼建于1983年至1995年之间。“荣耀之殿”纪念着12个苏联的英雄城市，在大理石墙上雕刻着几千名战中苏联英雄的名字。楼下的“纪念之堂”中放着“纪念之书”，里面是战争中死去的2600多万人的名字。